# Abborrtjärnarna (Hanebo socken, Hälsingland)
Abborrtjärnarna är en sjö i Bollnäs kommun i Hälsingland och ingår i Hamrångeåns huvudavrinningsområde.